# Isla Redonda (Mauricio)
Isla Redonda (del inglés: Round Island), es una isla deshabitada que se encuentra a 22.5 kilómetros al norte de Mauricio. Tiene un área de 1.69 kilómetros cuadrados y una máxima elevación de 280 metros. La isla es una reserva natural bajo la jurisdicción del Mauritian Ministry of Agriculture and Natural Resources.

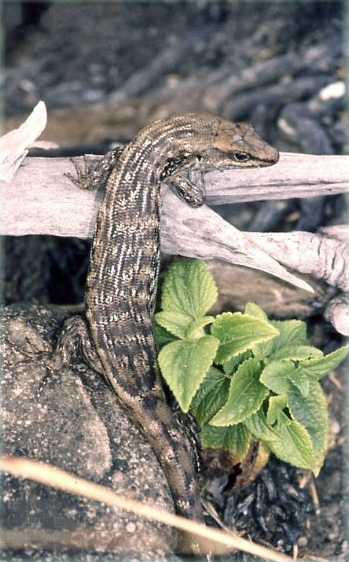
Leiolopisma telfairi endémico del islote.

Son endémicos de isla Redonda varios raros reptiles, incluyendo Leiolopisma telfairii, Phelsuma guentheri, y Casarea dussumieri.

## Geografía
La isla es rocosa y pedregosa, las rocas son de basalto. Tiene un origen volcánico y se cree que se formó hace 25000-100000 años. Relativamente el clima es cálido, pero con mucho viento. El periodo más seco es de septiembre a noviembre y el período más húmedo es de diciembre a marzo.
Durante el período húmedo, los ciclones tropicales azotan la isla. Durante el verano, la temperatura de los espacios abiertos llega hasta 50 grados. La temperatura durante el otoño e invierno suelen ser de 22 a 30 grados.
Aparte de las serpientes y los lagartos, isla Redonda tiene una gran diversidad de aves, y también cuenta con un número de especies endémicas de Mauricio, y plantas en peligro de extinción.